# Божурка
Божу́рка (болг. Божурка) — село в Тирговиштській області Болгарії. Входить до складу общини Тирговиште.

## Населення
За даними перепису населення 2011 року у селі проживали 289 осіб.
Національний склад населення села:
| Національність   | Кількість осіб | Відсоток |
| ---------------- | -------------- | -------- |
| турки            | 274            | 94,8%    |
| цигани           | 13             | 4,5%     |
| інша             | 0              | 0%       |
| Всього відповіли | 289            |          |

Розподіл населення за віком у 2011 році:
Динаміка населення: